# Embolemidae
Famille
Embolemidae est une petite famille d'hyménoptères qui ne comprend que les genres Embolemus et Ampulicomorpha.

## Référence
- (en) James M. Carpenter, « What do we know about chrysidoid (Hymenoptera) relationships? », Zoologica Scripta, The Norwegian Academy of Science and Letters, vol. 28, nos 1-2,‎ 1999, p. 215-231 (DOI 10.1046/j.1463-6409.1999.00011.x, lire en ligne)